# Alchornea triplinervia
Alchornea triplinervia är en törelväxtart som först beskrevs av Spreng., och fick sitt nu gällande namn av Johannes Müller Argoviensis. Alchornea triplinervia ingår i släktet Alchornea och familjen törelväxter. Inga underarter finns listade i Catalogue of Life.